# Bahnstrecke Humppila–Forssa
| Bahnhof Minkiö |                     |                                                 |                                                 |
| Streckenlänge: | 22,4 km             |                                                 |                                                 |
| Spurweite: | 750 mm (Schmalspur) |                                                 |                                                 |
| |                     |                                                 |                                                 |
| \| \| \| Bahnstrecke Turku–Toijala von Turku \| \| \| \| 0,0 \| Humppila \| Humppila \| \| \| \| Bahnstrecke Turku–Toijala nach Toijala \| \| \| \| 0,2 \| Humppila-Museorautatie \| Humppila-Museorautatie \| \| \| 1,7 \| Kermala \| Kermala \| \| \| 2,0 \| Huhtaa \| Huhtaa \| \| \| 3,5 \| Palomäki \| Palomäki \| \| \| 4,1 \| Soravaihde \| Soravaihde \| \| \| 4,9 \| ehemaliger Wasserturm \| ehemaliger Wasserturm \| \| \| 6,1 \| Vuorela \| Vuorela \| \| \| 8,0 \| Minkiö \| Minkiö \| \| \| 8,5 \| Jänhijoki \| Jänhijoki \| \| \| 8,9 \| Werksanschluss Ziegelei \| Werksanschluss Ziegelei \| \| \| 10,0 \| Salminen \| Salminen \| \| \| 11,7 \| Raemäki \| Raemäki \| \| \| 13,3 \| Kirkkotie \| Kirkkotie \| \| \| 14,2 \| Jokioinen \| Jokioinen \| \| \| 14,7 \| Streckenende \| Streckenende \| \| \| 14,8 \| Werksanschluss \| Werksanschluss \| \| \| 14,9 \| Holzkohlenindustriebahn \| Holzkohlenindustriebahn \| \| \| 15,0 \| Jokioisten kartano (Meijeri) \| Jokioisten kartano (Meijeri) \| \| \| 15,0 \| Siirappitehdas \| Siirappitehdas \| \| \| 15,1 \| Werksanschluss Ferraria \| Werksanschluss Ferraria \| \| \| 15,1 \| Loimijoki \| Loimijoki \| \| \| 15,5 \| Jokioinen (alter Bahnhof) \| Jokioinen (alter Bahnhof) \| \| \| 18,0 \| Torfbahn \| Torfbahn \| \| \| 19,5 \| Lamminolka \| Lamminolka \| \| \| 22,4 \| Forssa \| Forssa \| \| \| \| elektrische Industriebahn Forssa (Finlayson Oy) \| \| |                     |                                                 |                                                 |
| Strecke |                     | Bahnstrecke Turku–Toijala von Turku             | Bahnstrecke Turku–Toijala von Turku             |
| Bahnhof | 0,0                 | Humppila                                        | Humppila                                        |
| Abzweig ehemals geradeaus und nach links |                     | Bahnstrecke Turku–Toijala nach Toijala          | Bahnstrecke Turku–Toijala nach Toijala          |
| Kopfbahnhof Strecke bis hier außer Betrieb | 0,2                 | Humppila-Museorautatie                          | Humppila-Museorautatie                          |
| Haltepunkt / Haltestelle | 1,7                 | Kermala                                         | Kermala                                         |
| ehemaliger Haltepunkt / Haltestelle | 2,0                 | Huhtaa                                          | Huhtaa                                          |
| Haltepunkt / Haltestelle | 3,5                 | Palomäki                                        | Palomäki                                        |
| Abzweig geradeaus und ehemals von links | 4,1                 | Soravaihde                                      | Soravaihde                                      |
| Strecke | 4,9                 | ehemaliger Wasserturm                           | ehemaliger Wasserturm                           |
| Haltepunkt / Haltestelle | 6,1                 | Vuorela                                         | Vuorela                                         |
| Bahnhof | 8,0                 | Minkiö                                          | Minkiö                                          |
| Brücke über Wasserlauf | 8,5                 | Jänhijoki                                       | Jänhijoki                                       |
| Abzweig geradeaus und ehemals von rechts | 8,9                 | Werksanschluss Ziegelei                         | Werksanschluss Ziegelei                         |
| Haltepunkt / Haltestelle | 10,0                | Salminen                                        | Salminen                                        |
| Haltepunkt / Haltestelle | 11,7                | Raemäki                                         | Raemäki                                         |
| Haltepunkt / Haltestelle | 13,3                | Kirkkotie                                       | Kirkkotie                                       |
| Bahnhof | 14,2                | Jokioinen                                       | Jokioinen                                       |
| | 14,7                | Streckenende                                    | Streckenende                                    |
| Abzweig geradeaus und nach links (Strecke außer Betrieb) · Strecke von rechts (außer Betrieb) | 14,8                | Werksanschluss                                  | Werksanschluss                                  |
| Kreuzung (Strecken außer Betrieb) · Strecke (außer Betrieb) | 14,9                | Holzkohlenindustriebahn                         | Holzkohlenindustriebahn                         |
| Haltepunkt / Haltestelle (Strecke außer Betrieb) · Strecke (außer Betrieb) | 15,0                | Jokioisten kartano (Meijeri)                    | Jokioisten kartano (Meijeri)                    |
| Strecke (außer Betrieb) · Blockstelle (Strecke außer Betrieb) | 15,0                | Siirappitehdas                                  | Siirappitehdas                                  |
| Betriebsstelle Streckenanfang und quer (Strecke außer Betrieb) · Kreuzung geradeaus oben (Strecken außer Betrieb) · Strecke nach rechts (außer Betrieb) | 15,1                | Werksanschluss Ferraria                         | Werksanschluss Ferraria                         |
| Brücke über Wasserlauf (Strecke außer Betrieb) | 15,1                | Loimijoki                                       | Loimijoki                                       |
| Bahnhof (Strecke außer Betrieb) | 15,5                | Jokioinen (alter Bahnhof)                       | Jokioinen (alter Bahnhof)                       |
| Kreuzung (Strecken außer Betrieb) | 18,0                | Torfbahn                                        | Torfbahn                                        |
| Haltepunkt / Haltestelle (Strecke außer Betrieb) | 19,5                | Lamminolka                                      | Lamminolka                                      |
| Bahnhof (Strecke außer Betrieb) | 22,4                | Forssa                                          | Forssa                                          |
| Strecke (außer Betrieb) |                     | elektrische Industriebahn Forssa (Finlayson Oy) | elektrische Industriebahn Forssa (Finlayson Oy) |

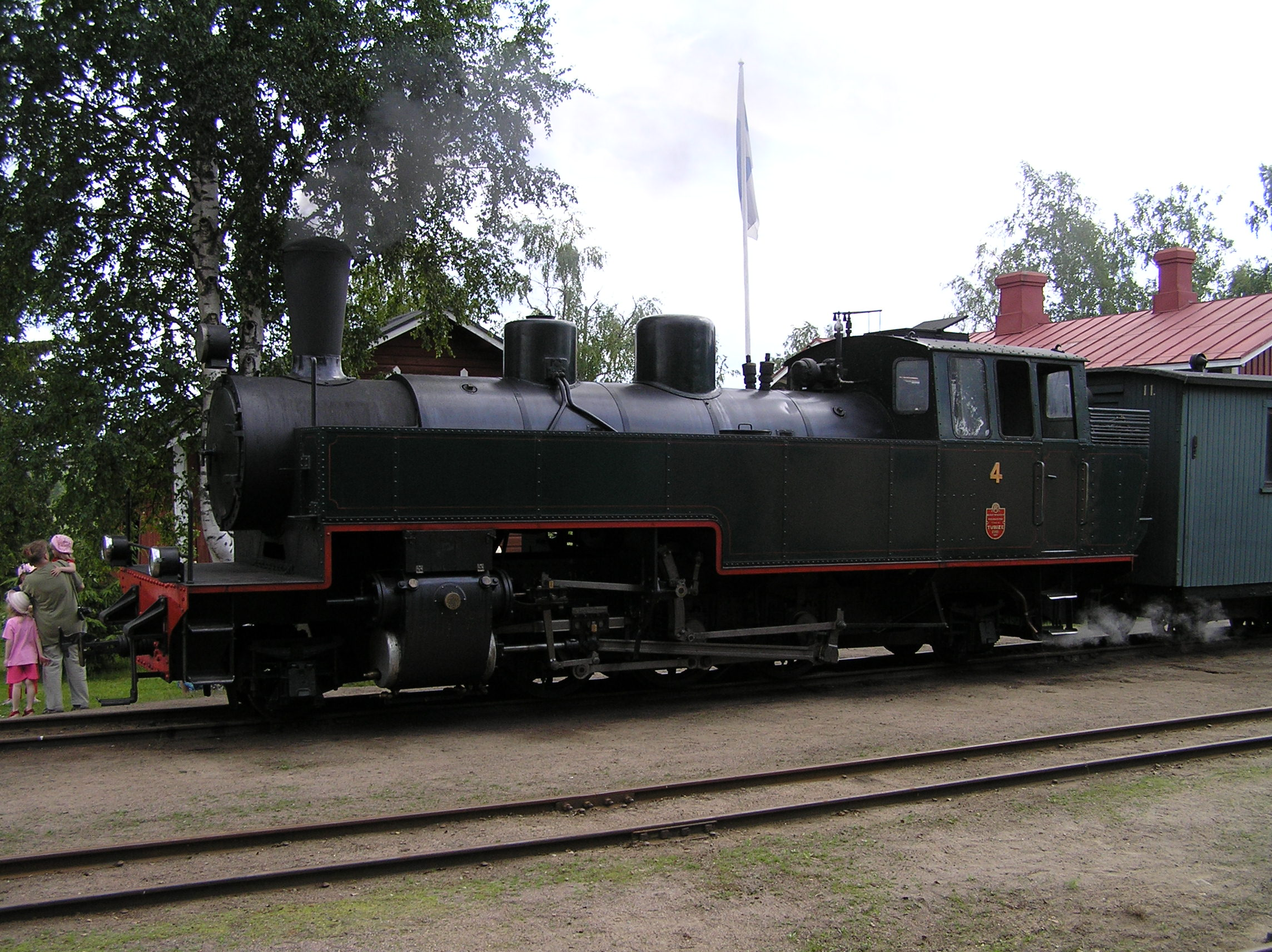
Die 1947 gebaute 1'C'1 der Tubize-Werke in Belgien

Die Bahnstrecke Humppila–Forssa (finnisch : Jokioisten rautatie (JR), Jokioisten-Forssan rautatie) war eine 22,4 km lange Schmalspurbahn mit 750 mm Spurweite in Finnland. Sie führte vom Bahnhof Humppila der Staatsbahn über Jokioinen nach Forssa. Heute verkehrt die Jokioinen-Museumseisenbahn auf dem 14,2 km langen Streckenabschnitt von Jokioinen nach Humppila.

## Geschichte
Die Strecke wurde am 9. Dezember 1898 für gelegentliche Fahrten eröffnet. Am 25. Oktober 1899 wurde der reguläre Personen- und Gütertransport aufgenommen. Es war die zweite öffentlich genutzte Privatschmalspurbahn in Finnland.

## Lokomotiven
Anfangs wurden zwei amerikanische Tenderlokomotiven (Nr. 1 und 2) eingesetzt, die 1897 bei H. K. Porter in Pittsburgh, Pennsylvania gebaut worden waren. Diese Lokomotiven waren über mehr als 50 Jahre bis 1948 in Betrieb. 1900 wurde eine weitere amerikanische Dampflok der Baldwin Locomotive Works (Nr. 3) beschafft. Die Lok erwies sich als zu schwer für die Schienen mit einem Metergewicht von 17 kg/m der Kleinbahn und wurde deshalb nach Estland verkauft. 1922 wurde eine kleine Tenderlokomotive von Lokomo in Tampere, Finnland gekauft. 1937 wurde von Henschel & Sohn in Kassel eine große Tenderlokomotive beschafft. Diese musste 1945 als Strafe für verspätete Reparationszahlungen an die Sowjetunion abgeliefert werden. Als Ersatz wurden zwei neue Lokomotiven bei Ateliers Métallurgiques de Nivelles in Belgien bestellt. Diese Lokomotiven wurden 1947 und 1948 geliefert und erhielten die Nummern 4 und 5.
In den 1950er und 1960er Jahren gab es einige Diesellokomotiven des Typs Move 21 der Valmet-Flugzeugwerke in Tampere, Finland. Ursprünglich wurden sie für die russischen Reparationsforderungen hergestellt.

## Personenverkehr

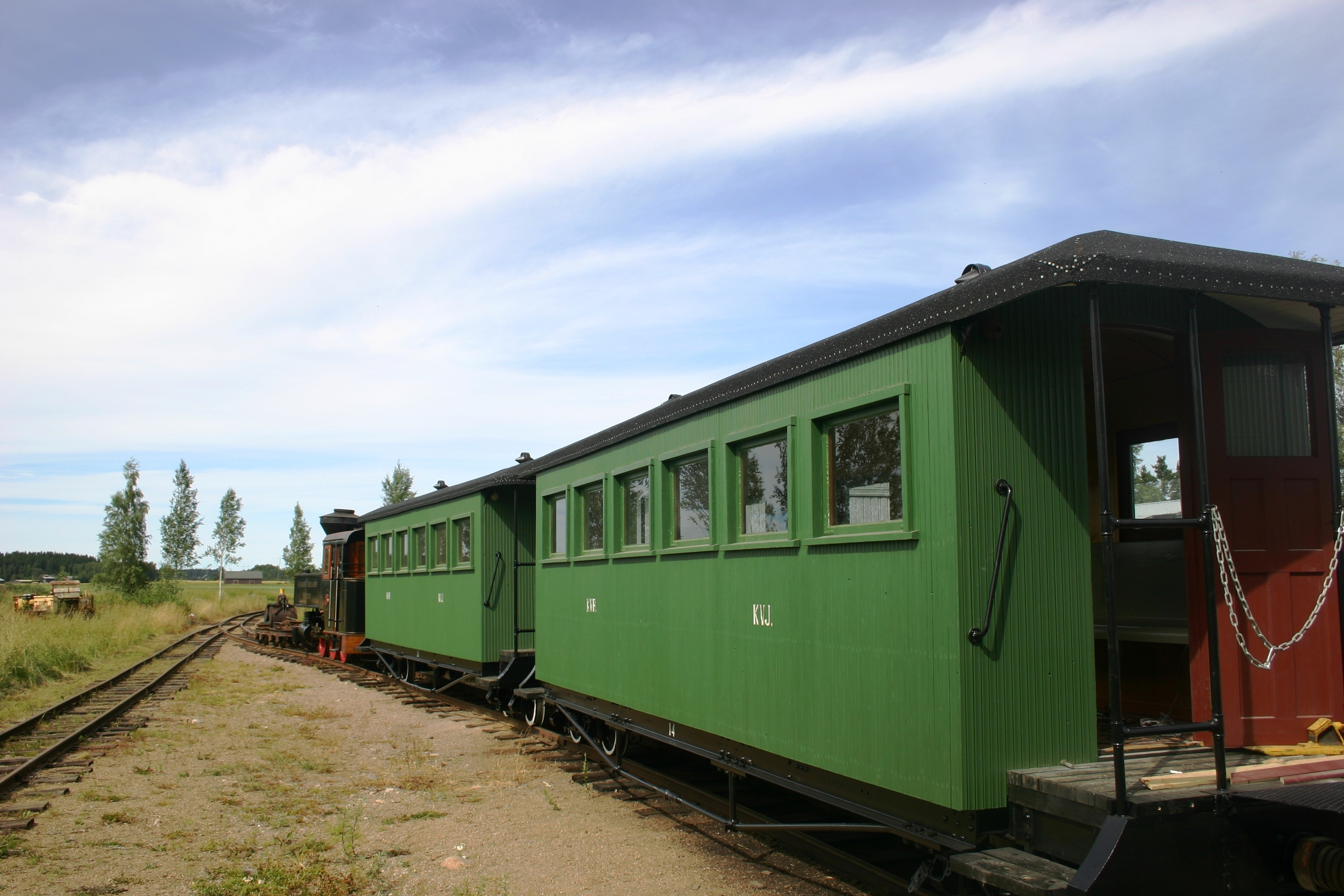
Personenzug der Kuusankosken–Voikan rautatie am Bahnhof Minkiö der heutigen Museumseisenbahn

Die Gesellschaft hatte drei Personenwagen, die von der Hietalahti Schiffswerft in Helsinki auf Drehgestellen und Rahmen der Leeds Forge Company in England hergestellt wurden. Ab 1930 wurden Schienenbusse für den Personenverkehr eingesetzt. Der erste Schienenbus fuhr von 1930 bis 1932 und der zweite von 1932 bis 1942.

## Güterverkehr
Es gab etwa 100 Güterwagen. Die meisten davon wurden Ende des 19. Jahrhunderts in England und Finnland hergestellt und wurden von 1898 bis 1974 eingesetzt. 1960 wurden weitere Güterwagen von der Loviisan–Vesijärven rautatie beschafft, als diese stillgelegt wurde. Der Güterverkehr war während der Industrialisierung die Haupteinnahmequelle. Das beste Jahr für den Güterverkehr war 1940, während der kurzen Friedenszeit zwischen dem Winterkrieg und dem Fortsetzungskrieg, als insgesamt 90.000 t Fracht transportiert wurden. Der Rekord für den Personenverkehr war 1945 in der Nachkriegszeit, als 402.254 Fahrgäste die Eisenbahn benutzten.
In Forssa schloss sich von 1899 bis 1973 die mit 500 V elektrifizierte Industriebahn Forssa (Finlayson Oy) an, die mit der gleichen Spurweite zahlreiche Industriebetriebe in der Stadt erschloss. Eine der von Siemens in Deutschland hergestellten Lokomotiven befindet sich im Bestand der Museumsbahn.

## Niedergang
In den 1940er Jahren bekam die Jokioinen-Eisenbahn zunehmend Konkurrenz durch den Straßenverkehr. Der Krieg verlangsamte diese Konkurrenz, aber innerhalb von zehn Jahren wurde der Personenverkehr eingestellt. Die letzten Personenzüge wurden 1954 außer Betrieb genommen, und die Bahngesellschaft bot stattdessen Busse an.
Der Güterverkehr wurde noch über 20 Jahre fortgesetzt. Die Strecke war sehr viel länger als andere finnische Schmalspurbahnen wettbewerbsfähig, weil sie ab den 1930er Jahren Rollwagen einsetzte. Im Huckepack wurden damit die Wagen der finnischen Staatsbahn Valtionrautatiet mit 1524 mm Spurweite transportiert, ohne umladen zu müssen.
In den 1960er Jahren machte sich das hohe Alter der Bahnlinie durch Verschleiß bemerkbar. Die Gleise und die Fahrzeuge waren bereits mehr als 70 Jahre alt und hohe Investitionskosten hätten aufgebracht werden müssen, um gegen den Auto- und Lastwagenverkehr zu bestehen.
Der letzte Güterzug fuhr am 31. März 1974 von Humppila nach Forssa. Im gleichen Jahr wurden sieben Kilometer der Strecke zwischen Forssa und Jokioinen zur Verschrottung abgerissen. 1975 folgte der Abriss der acht Kilometer langen Strecke zwischen Minkiö und Humppila.

## Museumsbahn Jokioinen

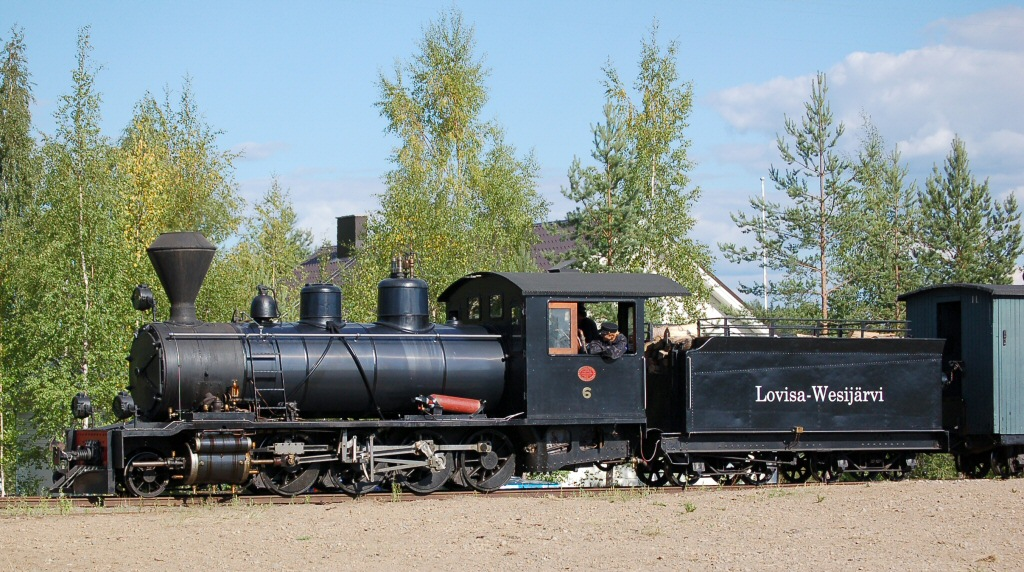
1'D Dampflok Nr. 6 der Loviisan–Vesijärven rautatie von 1909 am Bahnhof Minkiö

Die verbliebenen sieben Kilometer zwischen Minkiö und Jokioinen und die wiedererrichteten acht Kilometer zwischen Minkiö und Humppila gehören der Museumsbahn Jokioinen (finnisch Jokioisten Museorautatie, JMR) und werden für den Museumseisenbahnbetrieb genutzt.
Das Museum wurde durch die dafür gegründete Museumseisenbahngesellschaft Jokioisten Museorautatie Oy am 2. Februar 1978 eröffnet, die vier Jahre nach der Streckenstilllegung die Infrastruktur der Strecke von Minkiö nach Jokioinen mit all ihrem Land und Gebäuden erworben hatte. Die ersten Museumszüge fuhren noch im selben Jahr. 1994 wurde die Strecke um acht Kilometer zwischen Minkiö und Humppila verlängert. Der Museumsbahnhof liegt neben dem Bahnhof der normalspurigen Bahnstrecke Turku–Toijala, so dass die Anreise per Eisenbahn bequem möglich ist. Es gibt dort ein Museum mit einer Sammlung von historischen Schmalspurlokomotiven und -wagen sowie anderen Ausstellungsstücken.

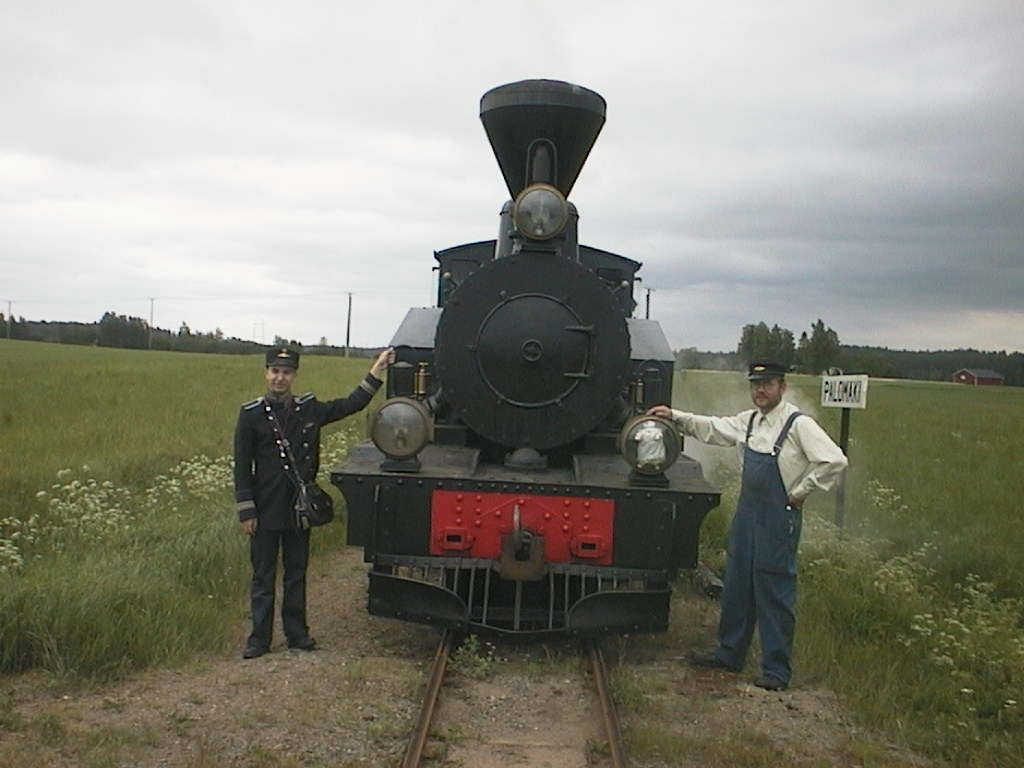
HKR5 Lokomotive der Hyvinkään–Karkkilan rautatie am Haltepunkt Raemäki der Museumseisenbahn
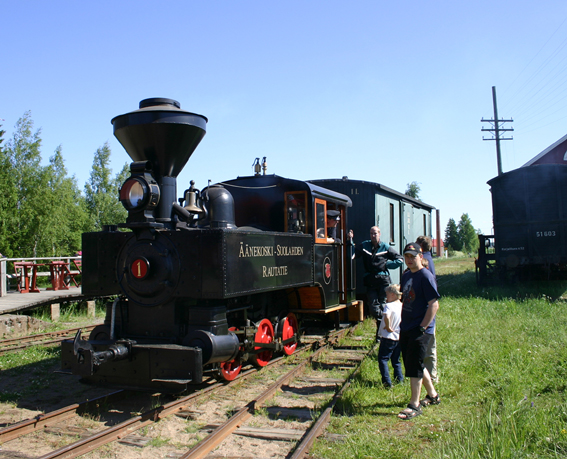
Dampflok von H.K. Porter, 1901, Nr. 2313
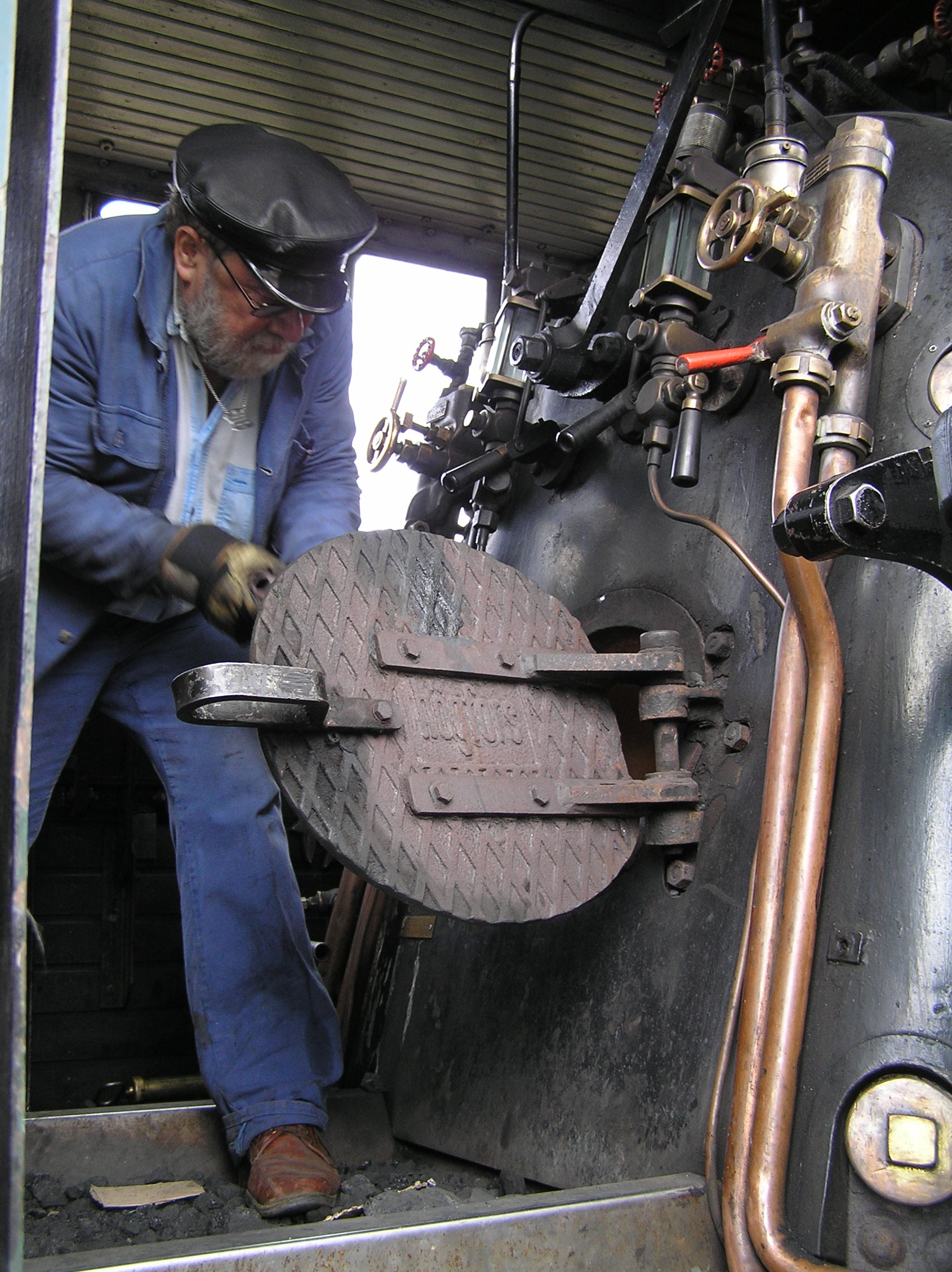
Ein Heizer auf der 1'C'1 der Tubize-Werke in Belgien
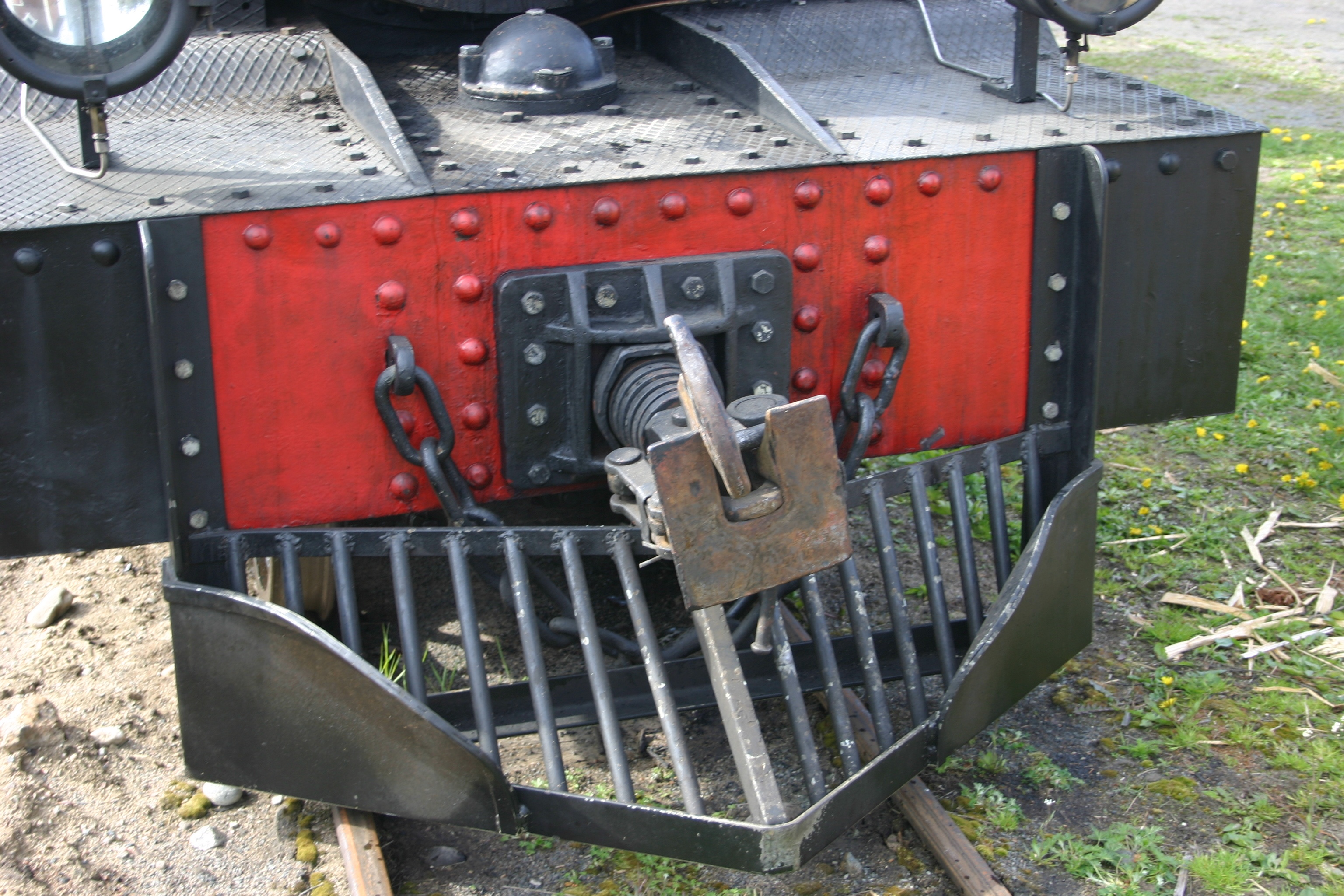
Kuhfänger der LWR6
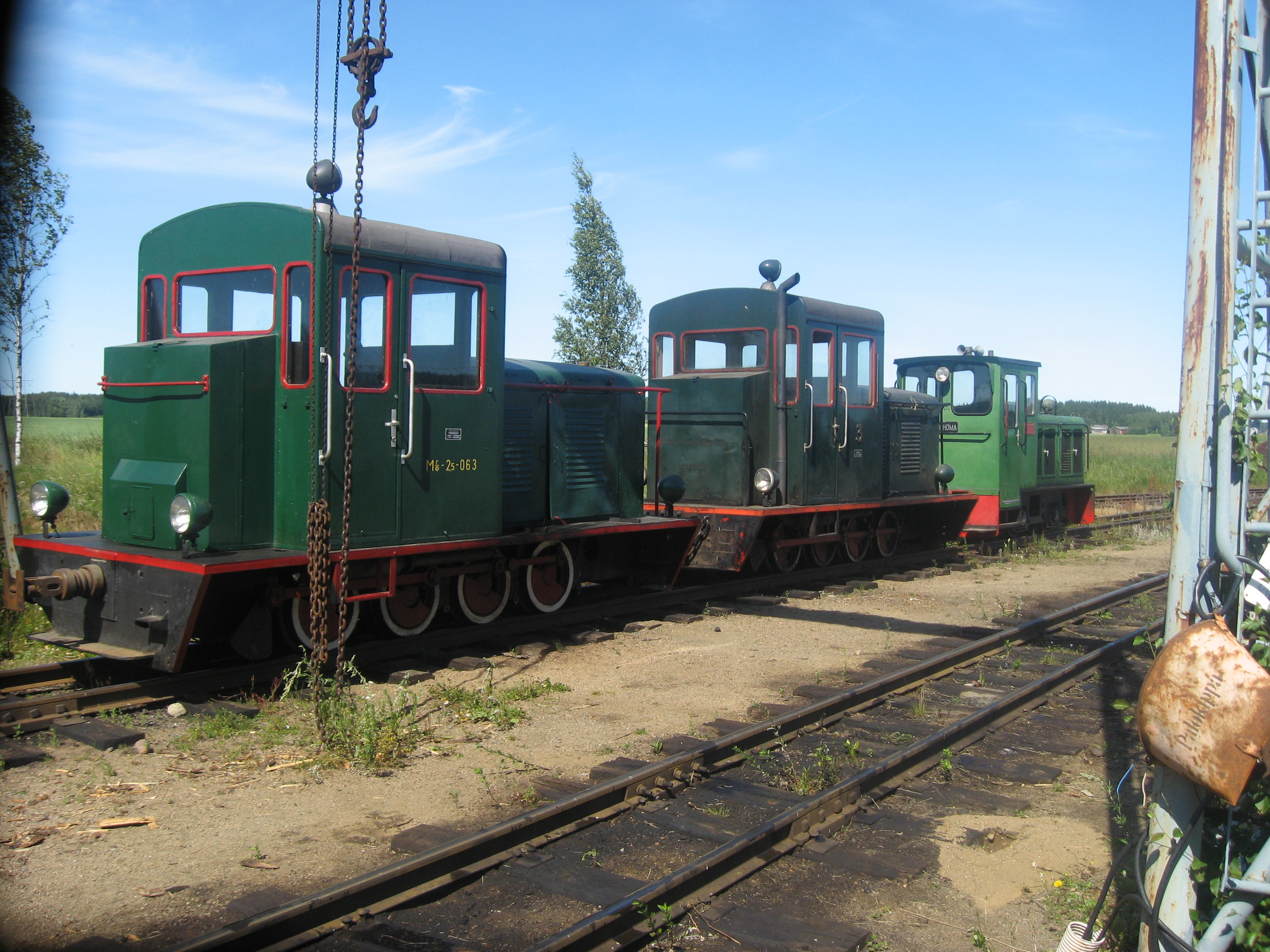
Diesellokomotiven der Museumseisenbahn